# Północna grań Siwego Zwornika

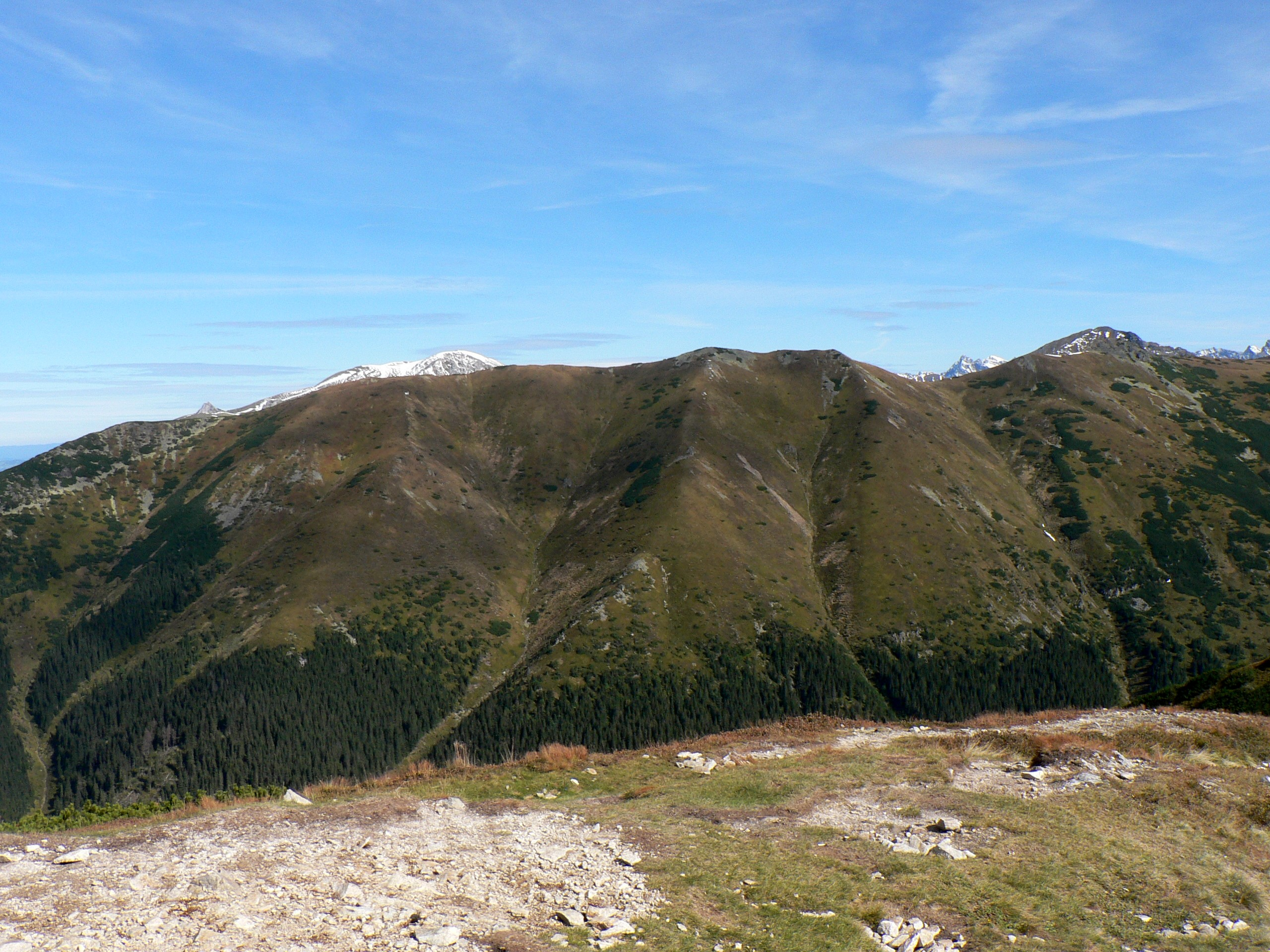
Grań Ornaku

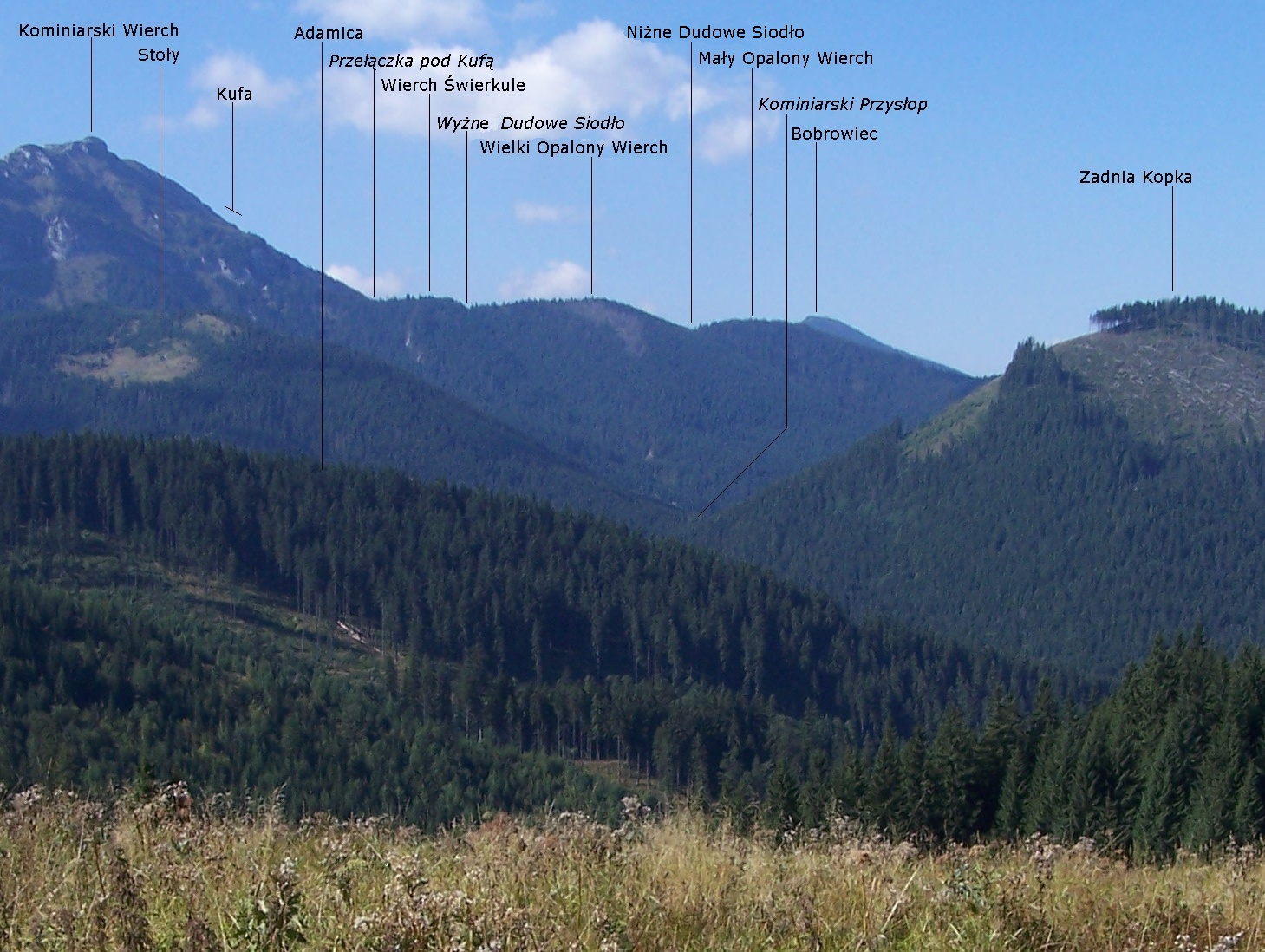
Kominiarski Wierch i jego granie

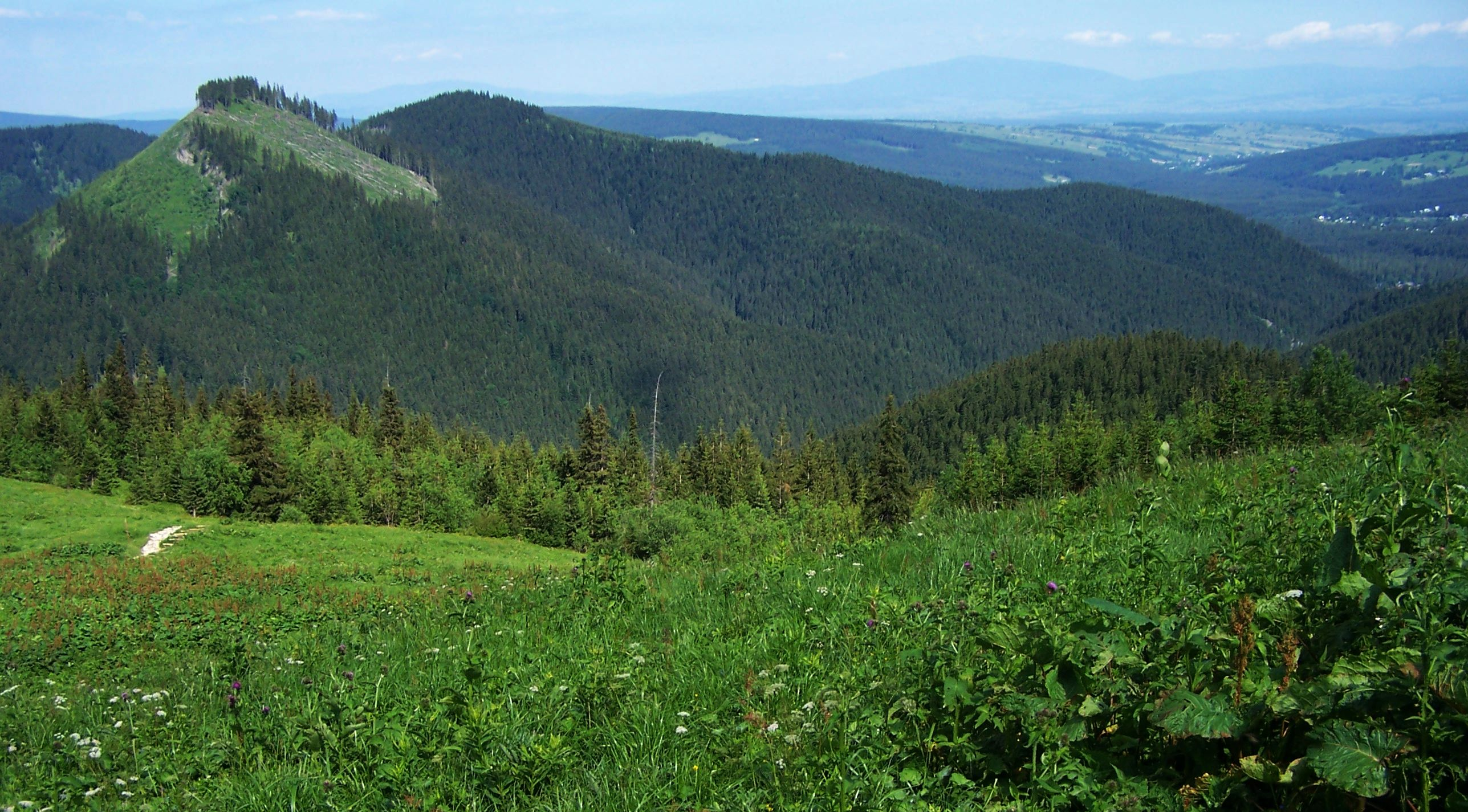
Kościeliskie Kopki

Północna grań Siwego Zwornika – długa, boczna grań w Tatrach. Odgałęzia się od Siwego Zwornika (1965 m) znajdującego się w grani głównej Tatr w północnym kierunku i opada do Rowu Kościeliskiego. Grań ta znajduje się całkowicie na obszarze polskich Tatr Zachodnich i oddziela od siebie dwie doliny walne: Kościeliską (po wschodniej stronie grani) i Chochołowską (po zachodniej stronie). W środkowej części (na Kominiarskim Wierchu) rozgałęzia się na dwie odnogi, pomiędzy którymi znajduje się Dolina Lejowa. Oprócz tego tworzy kilka bocznych grani i grzęd, pomiędzy którymi znajduje się kilka bocznych odgałęzień Doliny Kościeliskiej (Dolinka Iwanowska, żleb Żeleźniak, Dolina Smytnia, Zastolański Żleb, Wściekły Żleb) i Chochołowskiej (Dolina Iwaniacka, Dolina Dudowa, Wielka Sucha Dolina i Mała Sucha Dolina).
W północnej grani Siwego Zwornika kolejno (od południa na północ) wyróżnia się następujące grzbiety, szczyty i przełęcze:
- Siwe Turnie,
- Siwa Przełęcz (1812 m),
- Ornak:
  - Kotłowa Czuba (1840 m),
  - Kotłowe Siodło,
  - Zadni Ornak (1867 m),
  - Ornaczańska Przełęcz,
  - Ornak (1854 m),
  - Wyżnia Ornaczańska Przełęcz,
  - Suchy Wierch Ornaczański (1824 m),
- Iwaniacka Przełęcz (1459 m),
- Kominiarski Wierch (1829 m). Zwornik dla kilku grzbietów:
  - Smytniańska Grań,
  - Raptawicka Grań,
  - grań północno-zachodnia:
    - Przełęcz ku Stawku (1382 m),
    - Suchy Wierch (1429 m),
    - Przysłop Kominiarski (1128 m),
    - Kościeliskie Kopki:
      - Zadnia Kopka (1333 m),
      - Pośrednia Kopka (1305 m),
      - Przednia Kopka (1113 m),

  - grań północno-wschodnia:
    - Kufa,
    - Przełączka pod Kufą,
    - Wierch Świerkule,
    - Wyżnie Dudowe Siodło,
    - Wielki Opalony Wierch (1485 m),
    - Niżnie Dudowe Siodło,
    - Mały Opalony Wierch (1445 m),
    - Kominiarska Przełęcz (1307 m),
    - Wierch Spalenisko (1324 m),
    - Huciańskie Siodło,
    - Wierch Kuca (1305 m),
    - Lejowe Siodło (1245 m),
    - Zadnia Rosocha (1271 m),
    - Rosochowate Siodło,
    - Skrajna Rosocha,
    - Cisowa Turnia.

Górna część północnej grani Siwego Zwornika (po Iwaniacką Przełęcz) zbudowana jest ze skał krystalicznych, dolna (od Kominiarskiego Wierchu) z osadowych, głównie węglanowych (wapienie i dolomity).